# Abnormal Thought Patterns
Abnormal Thought Patterns ist eine US-amerikanische Progressive-Metal-Band aus Pleasanton, Kalifornien, die im Jahr 2008 gegründet wurde.

## Geschichte
Nachdem Jasun Tipton (E-Gitarre) im Jahr 2008 sein erstes 12-minütiges instrumentales Stück Velocity and Acceleration komponiert und aufgenommen hatte, beschloss er zusammen mit seinem Bruder Troy (E-Bass) und Mike Guy (Schlagzeug) Abnormal Thought Patterns zu gründen. Guy war bereits zuvor ein Freund der Tipton-Zwillinge gewesen, wobei die Zwillinge zuvor schon bei Zero Hour tätig gewesen waren. Die drei Mitglieder begaben sich dann ins Studio, um die ersten sieben Lieder aufzunehmen, die im Jahr 2011 bei CynNormal Lab Recordings als selbstbetitelte EP erschienen. Im Herbst 2012 wurde das Debütalbum Manipulation Under Anesthesia geschrieben und aufgenommen und von Matt LaPlant abgemischt und von Alan Douches gemastert. Als weiterer Gitarrist kam zur Live-Unterstützung Jason Montero zur Besetzung. Das Debütalbum erschien im Jahr 2013 über Lifeforce Records. Auf dem neuen Album Altered States of Consciousness sind Tommy Rogers (Between the Buried and Me), Jeff Loomis (Arch Enemy, Nevermore), Michael Manring, Tim Roth (Into Eternity) und John Onder (Artension, Michael Schenker Group) als Gastmusiker zu hören. Das Album erschien im Jahr 2015, ebenfalls bei Lifeforce Records, und wurde von Douches gemastert und von Jamie King abgemischt und produziert. Für Oktober 2015 war ein Auftritt auf dem ProgPower Europe geplant, den die Band jedoch aufgrund der Krankheit ihres Schlagzeugers absagen musste. Abnormal Thought Patterns' Platz bei dem Festival erhielt die polnische Gruppe Animations.

## Stil
Laut Luka von stormbringer.at spielt die Band auf Manipulation Under Anesthesia instrumentalen Progressive Metal. Allerdings sei der Metal-Anteil im Vergleich zu anderen Bands wie etwa Liquid Tension Experiment eher gering. In den Liedern seien alle genretypischen Eigenschaften wie „abrupte Tempo- und Taktwechsel, Skalen abseits vom Dur-/Moll-Schema und überirdisch schnelles Saitengefrickel“ vorhanden. Mit Autumn gebe es eine Fusion-Ballade und in Velocity and Acceleration Movement 7 werde eine Jazzgitarre verarbeitet, die an John Scofield erinnere. Im Lied 4 String Lullaby gebe es ein kurzes Bass-Solo. Harmonic Oscillations oder auch Velocity and Acceleration Movement 6 würden eine „gelungene[n] Verbindung von verzerrten Gitarren und Synth-Flächensounds“ bieten. Anton Kostudis von Metal.de stellte in seiner Rezension zu Altered States of Consciousness fest, dass das technische Spielniveau der Instrumente zwar hoch ist, allerdings fehle, im Gegensatz zum Debütalbum ein roter Faden. Die Band verliere sich in „stupidem Djent-Geriffe, endlosen Sweeping-Orgien und bemüht klingenden Tempowechseln“.

## Diskografie
- 2011: Abnormal Thought Patterns (EP, CynNormal Lab Recordings)
- 2013: Manipulation Under Anesthesia (Album, Lifeforce Records)
- 2015: Altered States of Consciousness (Album, Lifeforce Records)